# Bukit Panjang
Bukit Panjang is een buitenwijk in de West Region van de stadstaat Singapore, met ongeveer 101.900 inwoners.
De naam 'Bukit Panjang' bestaat uit de Maleise woorden 'bukit' (heuvel) en 'panjang' (lang). In feite ligt de gehele gebied inderdaad aan een lange heuvel. De lage heuvels beginnen in het noorden van het gebied, en eindigen in het zuiden, waar ze zich bij de heuvels in Bukit Timah aansluiten.
Bukit Panjang is een 'jonge' gemeente met veel kinderen, wat verklaart dat er een groot aantal onderwijsinstellingen is gevestigd.

## Openbaar vervoer
Bukit Panjang is bereikbaar met verschillende soorten openbaar vervoer. Er zijn veertien lightrail-stations. Via de LRT is er een verbinding naar twee MRT stations Choa Chu Kang en Bukit Panjang, van waaruit de gehele stad bereikbaar is.

Ook van groot belang zijn de bussen. Naast het "Bukit Panjang" intermodaal LRT en MRT station is een busstation dat in 2017 volledig werd vernieuwd. Wie het centrum van Singapore snel wil bereiken, kan of de metro, of de bussen 700, 190 of 960 gebruiken.

## Wonen, voorzieningen en parken
De meeste mensen wonen in zogeheten 'HDB-flats' (Housing and Development Board). In het zuiden bevinden zich de Cashew and Chestnut Drive, waar duurdere koopwoningen staan.